# Lyélé
Le lyélé (ou lélé, lele, lyéla) est parlé dans la province du Sanguié au Burkina Faso. En 2006, 212 531 personnes issues des ethnies Lyélé, Gourounsi (ou Gurunsi) le pratiquent. Il est principalement employé dans les villes de Réo, Kyon, Tenado, Dassa, Didyr, Godyr, Kordié, Pouni-Nord et Zawara. Le lyélé est aussi parfois appelé gourounsi.

## Écriture
| a | b  | c | d  | e | ə | ɛ  | f  | g | h | i  |
| j | k  | l | ly | m | n | ny | ŋw | o | ɔ | p  |
| r | rh | s | sh | t | u | v  | w  | y | z | zh |

La nasalisation est indiquée avec la tilde sur la voyelle nasalisée ‹ ã, ẽ, ɛ̃, ĩ, õ, ɔ̃, ũ ›.
Les tons sont indiqués à l’aide d’accents, à l’exception du ton moyen :
- l’accent grave pour le ton bas ;
- l’accent aigu pour le ton haut ;
- le caron pour le ton montant ;
- l’accent circonflexe pour le ton descendant[3].